# وكالة التمويل الألمانية
جمهورية ألمانيا الاتحادية - وكالة التمويل (بالألمانية: Bundesrepublik Deutschland Finanzagentur GmbH) هو مقدم الخدمة المركزي لإدارة الاقتراض والديون في جمهورية ألمانيا الاتحادية. وهي مملوكة بالكامل لجمهورية ألمانيا الاتحادية ، ممثلة بوزارة المالية الاتحادية . الأساس القانوني هو قانون إدارة الديون الفيدرالية للحكومة (بالألمانية: Bundesschuldenwesengesetz) الذي يشكل رقابة وإشرافًا عامًا خاصًا من قبل وزارة المالية الإتحادية والتي تقدم بالإضافة إلى ذلك تقارير منتظمة حول قضايا إدارة الديون إلى خبراء الميزانية من البوندستاغ الألماني.  

## روابط خارجية
- www.deutsche-finanzagentur.de الموقع الرسمي لوكالة التمويل
- www.bundesfinanzministerium.de الموقع الرسمي لوزارة المالية الاتحادية
- www.bundesbank.de الموقع الرسمي للبنك المركزي الألماني.